# Lojban

Bandeira/logo de Lojban

Lojban é uma língua humana construída sintaticamente sem ambiguidades baseada na lógica de predicados, sucessor do projeto linguístico Loglan. O nome "Lojban" é uma palavra composta a partir de loj e ban, que são formas curtas das palavras logji (lógica) e bangu (língua; linguagem; idioma), respectivamente.
O desenvolvimento do idioma iniciou-se em 1987 por The Logical Language Group (LLG), cuja intenção era realizar os propósitos do idioma Loglan, bem como complementá-la ainda mais, tornando-a mais usável e disponível gratuitamente (como indicado pelo seu nome oficial completo em Inglês "Lojban: a realization of Loglan"). Depois de um período inicial de debates e testes, as bases do idioma foram finalizadas em 1997 com a publicação de The Complete Lojban Language. Numa entrevista em 2010 para o New York Times, Arika Okrent, autor de In the Land of Invented Languages, afirmou: "A língua construída com a gramática mais completa é provavelmente Lojban - uma língua criada para refletir os princípios da lógica."
As principais fontes de seu vocabulário foram as seis línguas mais faladas em 1987: Mandarim, Inglês, Hindi, Espanhol, Russo e Árabe,  escolhidas para reduzir a falta de familiaridade ou estranheza dos radicais para pessoas de diversas origens linguísticas.

## História
Lojban tem um antecessor, Loglan, um idioma inventado por James Cooke Brown em 1955 e desenvolvido por The Loglan Institute. Loglan foi originalmente concebido como uma forma de analisar a influência do idioma sobre o pensamento do falante (um pressuposto conhecido como a hipótese de Sapir-Whorf).
Quando Brown começou a reivindicar os direitos autorais dos componentes do idioma, algumas restrições foram impostas sobre a atividade da comunidade. Para contornar o problema, um grupo de pessoas decidiu iniciar um projeto independente e separado, baseado no léxico da língua Loglan. Desta forma, foi reinventado todo o vocabulário, que, hoje, é todo o vocabulário e léxico atual de Lojban. Então, este grupo se estabeleceu em 1987, com a denominação The Logical Language Group, cujo sede situa-se em Washington DC. O grupo também ganhou um julgamento que permitiu chamar a versão deste novo idioma criado por eles de "Loglan".
Após a publicação de The Complete Lojban Language, esperava-se que "the documented lexicon would be baselined, and the combination of lexicon and reference grammar would be frozen for a minimum of 5 years while language usage grew." Como previsto, este período expirou em 2002. Os falantes de Lojban agora estão livres para construir novas palavras e expressões idiomáticas, e decidir onde a língua está se dirigindo.
Lojban ainda compartilha muitas das características de Loglan:
- Lojban e Loglan possuem uma gramática baseada na lógica de predicados, projetado para expressar construções lógicas complexas com precisão.
- Ambos não possuem irregularidades ou ambiguidades ortográficas e gramaticais (embora derivativos dependem de formas variantes arbitrárias). Isto dá origem a alta inteligibilidade para análise sintática computacional.
- Ambos são projetados para ser o mais culturalmente neutro possível.
- Ambos permitem o aprendizado e uso bem sistemático, em comparação com a maioria das linguagens naturais.
- Possuem um complexo sistema de indicadores que permite comunicar eficazmente atitudes contextuais ou emoções.
- Não possuem a simplicidade como um critério de projeto.

### Desenvolvimento literário e vocabulário
Lojban pode ser um excelente instrumento intelectual para a criação literária e é considerada como uma língua de muitos aspectos potenciais a ser descoberto ou explorado.
Como a maioria das línguas com poucos falantes, Lojban carece muito de uma literatura e suas extensões criativas não foram plenamente realizados (o verdadeiro potencial do seu sistema de atitudes, por exemplo, é considerado improvável de ser retirado "until and unless we have children raised entirely in a multi-cultural Lojban-speaking environment"). Fontes coletivas ou enciclopédicas, como a Wikipedia da língua Lojban, que pode ajudar a expandir o horizonte lexical da língua, não são muito desenvolvidas também.
A literatura e escritos em Lojban acessíveis, atualmente, estão principalmente concentrados no website Lojban.org, embora existam também sites jornalísticos e blogs em Lojban. Lojban IRC (ou seus arquivos) também possui um conjunto de expressões em Lojban, mas sua correção gramatical nem sempre é garantido.

## Fonologia
Lojban possui seis vogais, /a e i o u ə/, sendo representadas na ortografia latina por «a e i o u y», respectivamente.
/i/ e /u/ podem funcionar como semivogais.

As consoantes são as seguintes:
|           | Labial | Dental | Palatoalveolar | Velar | Glotal |
| --------- | ------ | ------ | -------------- | ----- | ------ |
| Nasal     | m      | n      |                |       |        |
| Oclusiva  | p b    | t d    |                | k g   | ʔ      |
| Fricativa | f v    | s z    | ʃ ʒ            | x     | h      |
| Lateral   |        | l      |                |       |        |
| Vibrante  |        | r      |                |       |        |

As consoantes /ʔ ʃ ʒ h/ são representadas por «. c j '». O resto é o mesmo que AFI. 